# جون ويلز
جون ويلز (بالإنجليزية: John Wells)‏ هو كاتب سيناريو وكاتب وممثل بريطاني، ولد في 17 نوفمبر 1936 في المملكة المتحدة، وتوفي في 11 يناير 1998 بساسكس في المملكة المتحدة.

## أعمال

### أفلام
- (1967) كازينو رويال[6][7][8]

## وصلات خارجية
- جون ويلز على موقع IMDb (الإنجليزية)
- جون ويلز على موقع ألو سيني (الفرنسية)
- جون ويلز على موقع ميوزك برينز (الإنجليزية)
- جون ويلز على موقع أول موفي (الإنجليزية)
- جون ويلز على موقع قاعدة بيانات الأفلام السويدية (السويدية)
- جون ويلز على موقع قاعدة بيانات الفيلم (الإنجليزية)
- جون ويلز على موقع كينوبويسك (الروسية)